# Hôtel Mellient
L'hôtel Mellient est un hôtel particulier bâti au XVIIIe siècle, situé au no 7 de la rue Tournefort, dans le centre-ville de Nantes, en France. L'immeuble a été inscrit au titre des monuments historiques en 1954.
Il fait désormais partie du groupe de bâtiments formant l'« hôtel du département », siège du Conseil départemental de la Loire-Atlantique.

## Historique
Le bâtiment est inscrit au titre des monuments historiques par arrêté du 19 mars 1954.
Aux XXe et XXIe siècles, le conseil général rachète progressivement l'hôtel Mellient et l'hôtel Urvoy de Saint-Bedan qui lui est contigu (situé à l'angle de la rue Tournefort et de la rue d'Argentré) pour y installer leurs services. Dès 1974, différents projets sont proposés pour l'implantation de l'« hôtel du département », dont certains prévoyaient la destruction complète de ces hôtels particuliers, à l’exception des façades donnant sur le cours Saint André, inscrites à l’inventaire supplémentaire des Monuments historiques. Néanmoins, compte tenu de l’intérêt patrimonial des décors des pièces de ces hôtels, Paul Ferré, l’architecte du Département, décide en 1982 de conserver en partie leurs structures intérieures.